# Duc blanc
El duc blanc (Bubo scandiacus) és una espècie d'ocell de la família dels estrígids (Strigidae). Habiten les regions àrtiques tant d'Amèrica del Nord com del Paleàrtic, i nidifiquen principalment a la tundra. El seu estat de conservació es considera de vulnerable.
Als Estats Units és conegut també com a duc de l'Àrtida o gran duc blanc. Fins recentment, estava vist com l'únic membre d'un gènere separat, Nyctea scandiaca. És una estrigiforme de gran mida i un dels caçadors alats més poderosos de la tundra.

## Morfologia
Aquesta au d'ulls daurats mesura 53 a 65 cm de longitud amb 120 a 150 cm d'envergadura. L'adult mascle és virtualment blanc pur, i femelles i joves mostren petites taques negres a l'abdomen, que fins i tot poden predominar. De vegades són brunes. El seu plomatge és gruixut, pesant, i amb coloració molt blanca en el mussol nevat, ben adaptat a l'ambient nord del cercle polar àrtic.
La nota més característica d'aquest mussol és el seu plomatge blanc, que li serveix de camuflament per a l'ambient en el qual viu i que, a diferència dels de les altres classes de mussols, que en mascles i femelles són gairebé del mateix color, en el d'aquesta espècie presenta en la femella unes ratlles marrons.

## Distribució geogràfica
És natural de les regions més fredes d'Amèrica i Europa.

## Hàbitat
Es troba exclusivament a la tundra.

## Comportament, alimentació i reproducció
Com en tots els caçadors de la tundra, els seus moviments estan supeditats als rigors del clima i la disponibilitat d'aliment, acompanyant les aus viatgeres en els seus desplaçaments cap al sud quan les temperatures baixen fins a límits insuportables. La seva alimentació és molt variada, incloent aus de mida mitjana i peixos, encara que la part més important de la seva dieta la componen les llebres i, sobretot, aprofita el gran rebost natural que suposen els lemmings per a tots els carnívors de les regions subàrtiques. La dependència que els predadors tenen dels lemmings és tal que, durant els anys que les seves poblacions assoleixen el seu màxim, els animals caçadors tenen també les llorigades més abundants, les aus tiren endavant més pollastres i les densitats de carnívors sobre la tundra augmenten considerablement. De forma paral·lela a aquesta explosió de recursos, els mussols nivals comencen les seves postes condicionant un niu espartà. Directament sobre el terra posen un nombre molt variable d'ous que comencen a covar des del primer. Passades quatre o cinc setmanes, els ous fan eclosió i la femella roman de continu al niu durant almenys un mes, protegint els seus fills de les baixes temperatures i alimentant-se de les preses aportades pel mascle.